# Бродский, Аркадий Ефимович
Аркадий Ефимович Бродский вариант имени и отчества Арон Хаимович (1862—6 марта 1924) — адвокат, депутат Государственной думы III созыва от Херсонской губернии.

## Биография
Родился в 1862 году в Екатеринославе. Исповедовал иудаизм. Окончил юридический факультет[уточнить]. Принят в сословие присяжных поверенных. С 1905 года член партии кадетов. Гласный Одесской городской думы.
В сентябре 1909 года, выставленный конституционно-демократической партией, был избран от Одессы (по первой курии, на место скончавшегося О. Я. Пергамента) в депутаты Государственной думы III созыва . Получил абсолютное большинство голосов (58,68 %). Однако градоначальник Одессы И. Н. Толмачёв отказался признать его выборы, на том основании, что Бродский баллотировался под христианским именем «Аркадий», что было запрещено Сенатским указом для исповедующих иудаизм. Против него было возбуждено уголовное дело, которое было прекращено после того как он сложил полномочия. На это место избран барон М. А. Рено.
В 1910 году числился в списке присяжных поверенных Одесской судебной палаты.
В 1919 году после того как Антанта и Добровольческая Армия оставили Одессу в городе была установлена советская власть и А. Е. Бродский был избран в комиссию, которая должна была распределить наложенную на одесскую буржуазию контрибуцию в размере 500 млн рублей. Собрать эту сумму Бродский не смог и попал в тюрьму.
В начале 1920 года покинул Одессу. Некоторое время пробыл в Константинополе, а затем переехал в Париж. Служил директором правления и юрисконсультом Русского общества пароходства и торговли. Скончался в Париже 6 марта 1924 года.

## Отзывы современников
Лидер партии кадетов П. Н. Милюков в своей речи в Думе 4 декабря 1909 года, обращаясь к правым, говорил:

Теперь я перехожу к вашему лозунгу «Россия для русских!». Вы в своём лозунге не только не идёте навстречу требованиям жизни, вы не только не развиваетесь в единую нацию будущего, вы стараетесь даже то, что тёмный период истории в своем стихийном развитии создал, остановить и разрушить. Член Думы Максудов, мусульманин и татарин вам говорит: «Я чувствую себя русским, я русский!», а вы отвечаете: «Забудьте, что вы русский, потому что того что вам нужно, чтобы любить Россию, мы вам не дадим!». Что вы говорите еврею, который свое еврейское имя переменил на русское: «Мы тебя за это не пустим в Государственную Думу!» Вы с насмешкой цитируете с этой кафедры имя Аарон, вы мешаете ему превратиться в Аркадия.

### Архивы
- Российский государственный исторический архив. Фонд 1278. Опись 1 (2-й созыв). Дело 452. Лист 9.